# Matrična enota
Matrična enota je v linearni algebri matrika s samo enim neničelnim elementom z vrednostjo 1. Matrična enota z elementom 1 v {\displaystyle i\!\,}-ti vstici in {\displaystyle j\!\,}-tem stolpcu se označuje kot {\displaystyle E_{ij}\!\,}. Za matrično enoto velikosti {\displaystyle 3\times 3\!\,} z {\displaystyle i=1\!\,} in {\displaystyle j=2\!\ ,} je:
{\displaystyle E_{12}={\begin{bmatrix}0&1&0\\0&0&0\\0&0&0\end{bmatrix}}\!\,.}
Vektorska enota je standardni enotski vektor.
Enoelementna matrika posplošuje matrično enoto za matrike z enim samim neničelnim elementom poljubne vrednosti, ki ni nujno enaka 1.

## Značilnosti
Množica {\displaystyle m\times n\!\,} matričnih enot je baza prostora {\displaystyle m\times n\!\,} matrik.
Za produkt dveh matričnih enot enake kvadratne oblike {\displaystyle n\times n\!\,} velja zveza:
{\displaystyle E_{ij}E_{kl}=\delta _{jk}E_{il}\!\,,}
kjer je {\displaystyle \delta _{jk}} Kroneckerjeva delta.
Grupa skalarnih matrik {\displaystyle n\times \!\,} nad kolobarjem {\displaystyle R\!\,} je centralizator podmnožice matričnih enot {\displaystyle n\times \!\,} v množici matrik {\displaystyle n\times \!\,} nad {\displaystyle R\!\,}.
Matrična norma (inducirana z istima dvema vektorskima normama) matrične enote je enaka 1.
Ko se matrična enota pomnoži z drugo matriko, izolira določeno vrstico ali stolpec na poljubnem mestu. Na primer za poljubno matriko {\displaystyle A\!\,} velikosti {\displaystyle 3\times 3\!\,} velja:
{\displaystyle E_{23}A={\begin{bmatrix}0&0&0\\a_{31}&a_{32}&a_{33}\\0&0&0\end{bmatrix}}\!\,,}
{\displaystyle AE_{23}={\begin{bmatrix}0&0&a_{12}\\0&0&a_{22}\\0&0&a_{32}\end{bmatrix}}\!\,.}